# Asantehene
L'Asantehene est le titre du monarque de l'empire ashanti ainsi que du dirigeant cérémonial du peuple Ashanti aujourd'hui. La maison royale Ashanti fait remonter sa lignée au clan Oyoko (un Abusua)  et des maisons Abohyen de Twum et Bretuo d'Osei Tutu. Le terme Asantehene provient de sa formation de l'empire ashanti et signifie roi de tous les asante.
L'Asantehene trône traditionnellement sur un tabouret doré connu sous le nom de Sika 'dwa, et son cercle de conseillers est parfois désigné par ce nom. L'Asantehene est également le dirigeant titulaire de Kumasi, qui sert de capitale à l'empire Ashanti et aujourd'hui de chef-lieu de la région Ashanti. En effet, avant de porter ce titre, le roi de Kumasi porte le titre de Kumasehene. Avant que la ville soit renommée Kumasi, ce titre porte le nom de Kwaamenhene.
L'Asantehene actuel est Otumfuo Nana Osei Tutu II, né Nana Kwaku Dua. Osei Tutu II était l'un des sept descendants éligibles comme héritier présomptif.

## Historique

### Origine

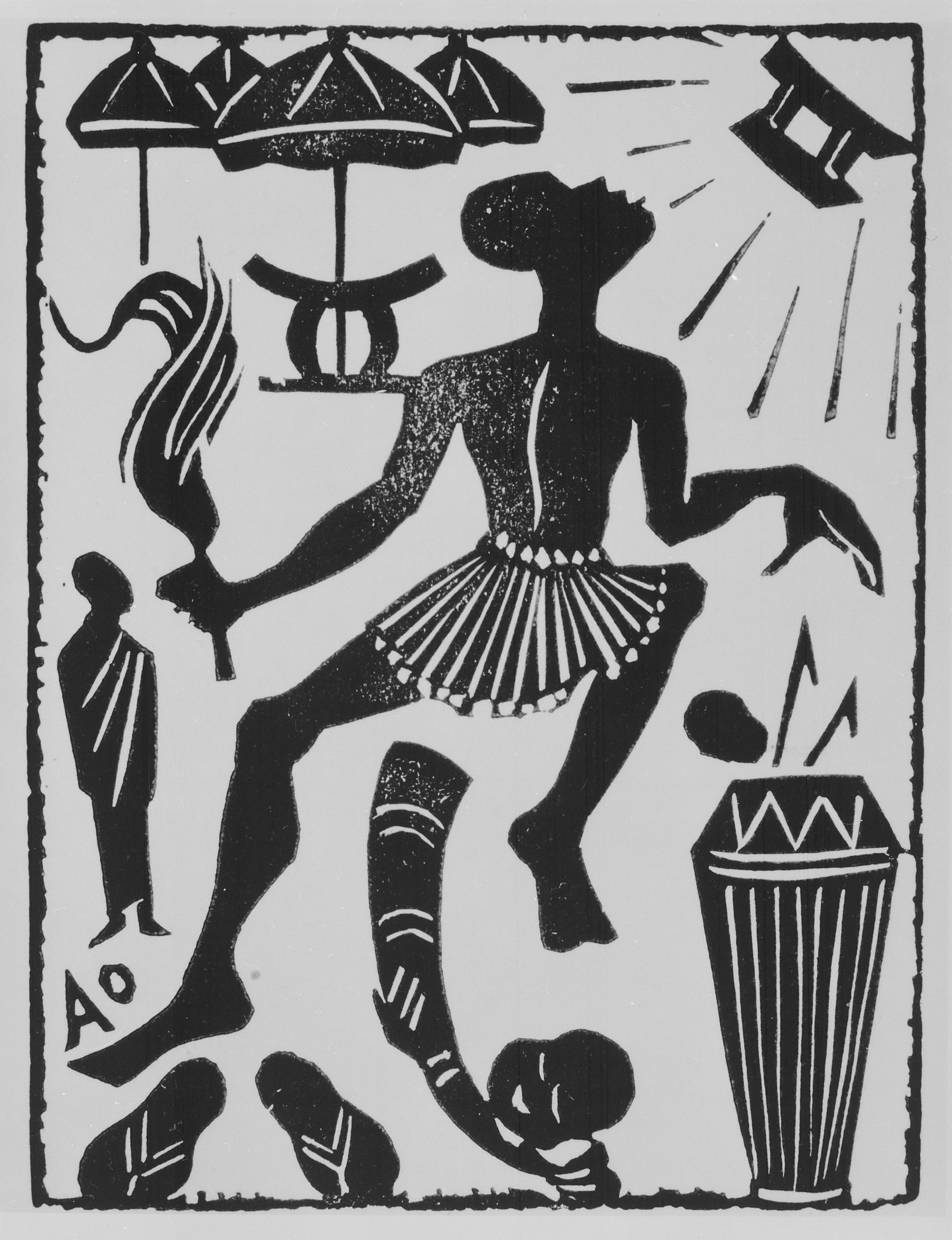
D'après le mythe fondateur, le trône d'or est descendu du ciel et supplante la légitimité de tous les autres dwa.

La création du titre d'Asantehene répond à la création d'une nouvelle entité politique, l'empire ashanti, qui découle de confédérations locales centrées autour de Kumasi. Les prédécesseurs dynastiques de l'Asantehene sont les titres de Kwaamanhene (chef de Kwaaman) puis Kumasehene (chef de Kumasi) lorsqu'Obiri Yeboa renomme la ville car l'État de Kwaaman intègre alors plusieurs villes vers 1680,.
L'origine du titre d'Asantehene est étroitement lié à la domination progressive du clan Oyoko découlant de la tradition de l'Abusua qui détermine l'organisation sociale et familiale en huit clans. Ce clan s'implante au XVIe siècle à Kumasi et remplace progressivement le clan Aduana (en) dans la noblesse et sur le trône de Kumasi. Selon la tradition orale, les Oyoko possèdent une ancêtre commune, Ankyewa Nyame.
Au milieu du XVIIe siècle, les Oyoko, sous le chef Oti Akenten, commencent à consolider les clans Ashanti en une confédération pour faire face à la menace du royaume de Denkyira. L'introduction du trône royal Ashanti (twi : Sika Dwa) et du titre d'Asantehene lors du règne d'Osei Toutou permet de centraliser le pouvoir à Kumasi.

### Mythe fondateur de l'Asantehene
Selon la tradition orale, Okomfo Anokye aide Osei Tutu à instaurer l'unité ashanti en faisant descendre du ciel un symbole offert par les dieux, le trône en or (sika dwa). Ce trône devient le symbole d'autorité auquel les chefs peuvent prêter allégeance. Okomfo Anokye fait réunir les chefferies voisines de Kwaaman afin qu'ils se soumettent à celui qui devait désormais être nommé Asantehene. À la suite de cela, Osei Tutu décide de renommer la ville en Kumasi en rapport aux trois arbres kum qu'il plante. Kumasi signifie littéralement en twi « sous l'arbre kum », ces arbres sacrés sont des figuiers des pagodes. La plantation d'arbres sacrés, appelés gyedua ou « arbres de réception » est devenue une obligation pour ses successeurs.

### L'ère coloniale et l'indépendance Asante
L'Empire Ashanti devient un protectorat britannique en 1902 et la fonction d'Asantehene est supprimée. En 1926, les Britanniques autorisent le rapatriement de Prempeh I – qu'ils avaient exilé aux Seychelles en 1896   – et lui permettent d'adopter le titre de Kumasehene, mais pas d'Asantehene. Cependant, en 1935, les Britanniques accordent finalement aux Ashanti une autonomie modérée sous le nom de Royaume d'Ashanti, et le titre d'Asantehene est rétabli.

## Fonction

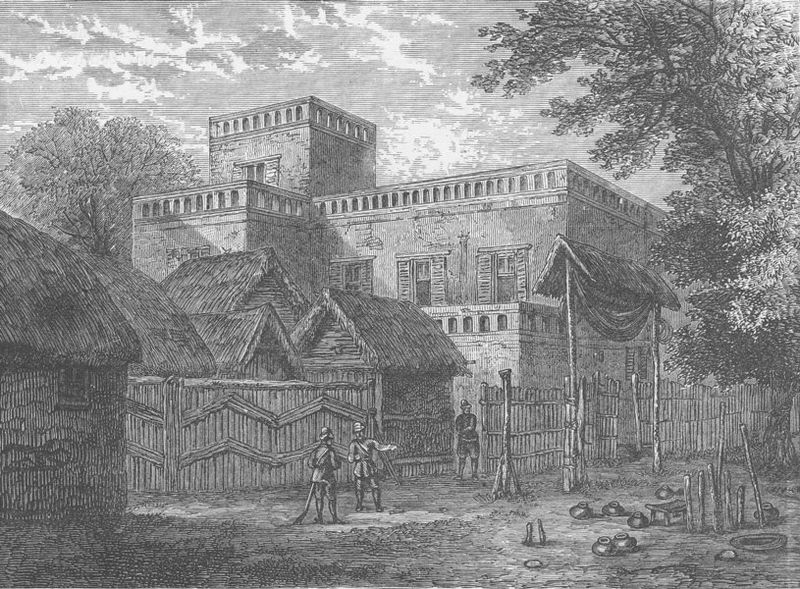
Palais de l'Asantehene avant sa destruction en 1874.

Au sommet de la structure du pouvoir ashanti se trouve l'Asantehene, le roi d'Ashanti. Chaque Asantehene est intronisé sur le trône royal ashanti car celui-ci symbolise le pouvoir même du roi. En opposition avec le système clanique héréditaire de l'abusua, Osei Kwadwo met en place un système méritocratique pour la nomination de fonctionnaires.
En tant que roi, l'Asantehene détient un pouvoir important mais ne jouit pas d'une domination royale absolue. Il partage ses pouvoirs législatifs et exécutifs avec la bureaucratie asante. Cependant, il est le seul à pouvoir invoquer la peine de mort en cas de crime. En temps de guerre, il agit en tant que commandant suprême de l'armée, bien que cette fonction soit par la suite gérée par le ministère de la Guerre dans la seconde moitié du XIXe siècle. Ses décisions et le respect des traditions s'effectuent en accord avec l'Asantehemaa (reine mère) qui prend en charge les fonctions spirituelles, traditionnelles et généalogiques,.
L'Asantehene est élu de la même façon que les autres chefs claniques. Tous les chefs et membres de la confédération rendent un hommage annuel à Kumasi et doivent jurer fidélité au roi.
La résidence actuelle de l'Asantehene est le palais Manhyia construit en 1925 par les Britanniques et présenté au Prempeh I en cadeau à son retour d'exil. Le palais original de l'Asantehene à Kumasi est détruit 1874 lors de la troisième guerre anglo-ashanti.

## Élections et régents

### Mode de succession
La monarchie Ashanti repose sur une alternance de succession dynastique fixée par les deux premiers Asantehene Osei Toutou et Opokou Waré au sein de la dynastie royale Oyoko. Ces modalités particulières consistent à ce que l'ordre de succession royale alterne entre la maison d'Osei Toutou et la maison d'Opokou Waré. Elles sont à l'origine de plusieurs conflits dynastiques. De plus, le rôle des Asantehemaa et ce mode de succession renforcent le poids de la matrilinéarité.
En effet, la lignée royale est déterminée par les Maanu aussi appelées royales Oyoko. Il s'agit du nom donné aux femmes du clan Oyoko en âge de procréer, qui assurent la légitimité des prétendants au trône impérial . Ce modèle de succession est tacitement rejeté par Kwaku Dua I qui refusera l'alternance dynastique et la filiation matrilinéaire. D'après Pescheux, ce choix est nourri par l'expérience personnelle de Kwaku Dua, alors enfant et descendant légitime rejeté par la conspiration orchestrée par Adoma Akosua.

### Electeurs dynastiques
Il existe plusieurs fonctions qui forment le Conseil de l'Asantehene et dans lequel l'Asantehemaa joue un rôle majeur. Parmi ces membres se trouvent le Kontihene, le Gyaasehene et le Dabehene qui constituent le corps électoral des rois, aussi appelés les anciens. Le Kontihene est désigné pour suppléer l'Asantehene en cas d'absence et mène les consultations avec l'Asantehemaa en cas de nomination d'un nouveau Asantehene ou d'un nouvel héritier. Le Gyaasehene peut détrôner le monarque si ce dernier s'obstine à agir à l'encontre du Conseil. Le Dabehene prend en charge l'ensemble des besoins logistiques du quartier royal et agit en tant que porte-parole royal.

### Régence
Pendant la période entre le décès d'un Asantehene et l'élection d'un successeur, le Mamponghene, l'adjoint de l'Asantehene, fait office de régent. Cette politique n'est modifiée qu'à la fin du XIXe siècle, en période de guerre civile, lorsque le Kwasafomanhyiamu, ou conseil d'administration lui-même, règne en tant que régent. La succession est décidée par une série de conseils de nobles Asante et d'autres membres de la famille royale.

## Liste des dirigeants
Tous les dirigeants figurant dans les listes ci-dessous étaient membres de la dynastie Oyoko.

### Kwaamanhene de l'État de Kwaaman
| Nom                   | Règne          |
| --------------------- | -------------- |
| Nana Twum             | vers 1570-1590 |
| Nana Antwi            | 1590-1600      |
| Nana Kobia Amamfi     | 1600-1630      |
| Nana Oti Akenten (en) | 1630-1640      |

### Kumasehene de l'État Kumaseman
| Nom         | Règne                                                     | Remarques                                                       |
| ----------- | --------------------------------------------------------- | --------------------------------------------------------------- |
| Obiri Yeboa | vers 1640 à 1680                                          | Renomme la ville Kumasi au sein de l'État de Kwaaman.           |
| Osei Tutu   | vers 1680/c.1695-1701 (certainement Kumasehene vers 1695) | Fonde l'empire ashanti et règne en tant que premier Asantehene. |

### Asantehene du Royaume d'Ashanti (Empire Ashanti)

#### Osei Tutu I, fondateur de l'Empire ashanti
Après avoir succédé à Obiri Yeboa au trône de l'État de Kwaaman (Kumasi) entre 1680 et 1695, Osei Tutu fédère plusieurs États voisins soumis à Denkyira par voie diplomatique et militaire. Sur base des enseignements acquis lors de ses séjours dans les courts de Denkyira et d'Akwamu, il procède à plusieurs réformes administratives, financières et militaires sur lesquelles il s'appuie pour reformer la confédération ashanti et centraliser le pouvoir à Kumasi. En 1701, au terme de la bataille de Feyiase, il fonde l'Empire ashanti et adopte une politique d'expansion militaire avant de mourir au combat en 1717. Après son décès, un conflit de succession.

#### Opoku Ware I
Héritier du clan Oyoko, il succède à Osei Tutu I entre 1718 et 1722 durant une période de troubles civils. Il raffermit et confirme son accession au trône entre 1720 et 1721. Il poursuit la construction de l'empire ashanti entamé par son prédécesseur et instaure une règle de succession dynastique par alternance entre sa maison et celle d'Osei Tutu. Tout au long de son règne, il mène des campagnes militaires qui étendent l'Empire ashanti jusqu'à son extension maximale, dépassant les frontières de l'actuel Ghana et intégrant l'est de la Côte d'Ivoire. Sa politique intérieure se concentre sur le soutien au commerce et à la production de marchandises. Il réalise une série de réformes qui incluent la fondation des institutions gouvernementaux. Il restructure également le fonctionnement administratif des États constitutifs de l'empire et réduit le pouvoir des chefs qui administrent les provinces de l'empire. Cette réforme conduit à une conspiration contre Opoku Ware qu'il parvient à réprimer. Il meurt en 1750, sans parvenir à achever la réforme et est remplacé par Kusi Obodom.

#### Kusi Obodom
Il est élu comme successeur d'Opoku Ware I par opposition au candidat suggéré par Opoku Ware I et règne de 1750 à 1764 et contrairement à la rotation dynastique instaurée. Le règne d'Obodom débute par une guerre civile en réponse à son élection jusqu'à ce que la stabilité s'ensuive en 1751 En matière de politique intérieure, Kusi Obodom institue des réformes juridiques telles que la restauration des pleins pouvoirs constitutionnels des chefs qui sont limités par son prédécesseur. En politique étrangère, l'Asantehene cherche à soumettre la coalition composée d'États tributaires rebelles et d'autres groupes qui mettent fin à la domination des Ashantis sur la Côte de l'Or. À la fin de son règne, l'alliance s'est désintégrée et l'empire recouvre son influence. En 1764, le Dahomey et l'empire d'Oyo soutiennent les États Akyem ainsi que d'autres États sujets rebelles. La poursuite des rebelles par Kusi Obodom mène à une confrontation avec le Dahomey et Oyo à travers lequel l'armée Ashanti est vaincue à la bataille d'Atakpamé. L'impopularité croissante de Kusi Obodom, ainsi que sa santé défaillante, conduisent à sa destitution en 1764 et à l'élection d'Osei Kwadwo comme Asantehene.

#### Osei Kwadwo
Installé en 1764 après l'abdication de Kusi Obodom, il appartient à la maison dynastique d'Osei Tutu Ier en accord avec le principe de rotation dynastique du matriclan Oyoko. Son règne est marqué par l'émergence d'un conflit dynastique centré sur le bannissement de l'Asantehemaa Akyaama qui aura des répercussions pendant un siècle et permet la montée en puissance de Konadu Yaadom. Sur le plan administratif, il mène des réformes majeures que les historiens surnomment la révolution kwadwoïenne. Celles-ci visent à centraliser le pouvoir à Kumasi, renforcer le contrôle militaire, et établir une administration civile pour les provinces. Osei Kwadwo s'engage dans plusieurs campagnes militaires et consolide les territoires conquis de l'Empire. Ses efforts contribuent à stabiliser les frontières intérieures, à réprimer des révoltes, et à étendre l'influence ashanti sur des royaumes voisins tels que le royaume d'Akwamu. Il tente d'envahir les Fanti mais se confronte à un échec à cause de leurs relations avec les Britanniques. Il meurt en 1777 et laisse le pays dans un nouveau conflit dynastique qui oppose les descendants d'Akyaama et Konadu Yaadom. Les soutiens du jeune Osei Kwame Panyin, fils biologique d'Akyaama, l'installent par la force au lieu de l'héritier désigné par Osei Kwadwo.

#### Osei Kwame Panyin
Né entre 1762 et 1765 et mort en 1803 ou 1804, il est le cinquième Asantehene de l'Empire ashanti de 1777 à 1801. Son règne est marqué par des réformes administratives, des soulèvements et une tentative d'introduction de l'islam à Kumasi. Les dissensions avec l'Asantehemaa Konadu Yaadom conduisent à sa destitution puis sa mort, par exécution ou suicide rituel, entre décembre 1803 et janvier 1804.

#### Opoku Fofie
Né vers 1775 et mort en mars 1804, il est le sixième asantehene (monarque) de l'Empire ashanti, appartenant à la maison dynastique d'Opoku Ware du clan Oyoko. Fils cadet de l'asantehemaa (reine-mère) Konadu Yaadom et d'Adu Twum Kaakyire, il accède au trône conformément au principe d'alternance dynastique en vigueur depuis la fondation de l'empire, après la crise qui oppose sa mère à son prédécesseur Osei Kwame de 1797 à 1803. La destitution d'Osei Kwame, puis la bataille de Barnabou contre ses soutiens armés musulmans des États tributaires de Gyaman et de Kong ouvrent la voie de son accession au trône. Débuté en décembre 1803, son règne coïncide avec le suicide rituel de son prédécesseur et ne dure pas plus de soixante jours. Cette situation donne naissance au mythe de l'esprit vengeur (saman) d'Osei Kwame. Osei Bonsu lui succède en 1804.

#### Osei Bonsu
Né en 1779 et mort le 21 janvier 1824 à Kumasi, il est le septième Asantehene de l'Empire ashanti. Selon la tradition officielle, son règne débute en 1800, cependant les sources récentes indiquent plus précisément le mois de mars 1804. Cette incertitude est la conséquence d'un important conflit dynastique et de modifications dans la chronologie et la généalogie officielles par sa mère et Asantehemaa Konadu Yaadom. Durant son règne, il est connu comme un personnage charismatique et un chef militaire pacificateur. En 1807, il étend l'influence de l'Empire ashanti sur la Côte de l'Or en soumettant la confédération Fanti et établissant des traités diplomatiques et commerciaux avec les Européens. En atteignant l'océan, il obtient son surnom Bonsu (en akan : baleine. Il dirige également la guerre et soumet le Gyaman en 1819. Au travers de plusieurs autres batailles, il réduit les intentions expansionnistes des Britanniques, notamment lors de la bataille d'Insamankou en 1824. Il poursuit les politiques réformatrices engagées par Osei Kwadwo et édifie l'Aban (palais de pierre) qui devient un musée royal à l'image du British Museum que lui décrit Thomas Edward Bowdich. Il rééquilibre les pouvoirs au sein des états confédérés et tributaires et restructure l'armée. Il fait face à un conflit dynastique lattant en 1819 dans lequel Adoma Akosua tente d'usurper le trône en le faisant passer pour mort. Après l'avoir déjoué, il met fin à la rotation dynastique du clan Oyoko et désigne Osei Yaw Akoto, son frère, comme successeur.

#### Osei Yaw Akoto
Né vers 1800 et mort le 21 février 1834, il est le huitième asantehene de l'Empire ashanti. Osei Yaw Akoto, fils de Konadu Yaadom, devient Asantehene en 1824 après avoir pris le sika dwa kofi au combat contre les Britanniques pour préserver ses droits de succession. Cependant, sous son règne, les Ashantis subissent plusieurs défaites majeures : en 1824 contre les Britanniques, en 1826 à Dodowa, et perdent des vassaux. En 1827, Osei Yaw Akoto fait face à une tentative de renversement par Kwadwo Adusei Kyakya, mais ce dernier est exécuté en 1829. Devenu de plus en plus tyrannique, Osei Yaw Akoto est finalement remplacé par Kwaku Dua à sa mort en 1833.

#### Kwaku DuaIer
Kwaku Dua, né Fredua Agyeman vers 1797, est le fils de Boakye Yaw Kuma et Amma Sewaa, issue d'une lignée royale déchue. Le contexte familial complexe et les conflits dynastiques marquent sa jeunesse : sa mère et ses frères sont persécutés et exilés par Konadu Yaadom. Kwaku Dua se distingue au combat contre le Gyaman et lors de la bataille de Katamanso en 1826, mais reste profondément influencé par les tensions dynastiques.
En 1834, il succède à Osei Yaw Akoto comme Asantehene. Son règne est marqué par des conflits, notamment contre les Gonja et Dagomba, ainsi qu'une lutte interne contre sa sœur Afua Sapon. Kwaku Dua dénonce et exile ses opposants, incluant des membres de sa propre famille, pour consolider son pouvoir et assurer la pérennité de sa maison dynastique. Il favorise ses enfants en les mariant avec les descendantes des factions rivales, renforçant ainsi ses alliances internes.
Sur le plan international, Kwaku Dua établit des relations avec les Européens, signant en 1837 un accord avec les Pays-Bas pour fournir des recrues ashanti. Il soutient également l’éducation de princes ashanti aux Pays-Bas et reçoit une calèche en 1841 de la Wesleyan Missionary Society. Il entreprend des projets d’infrastructure à Kumasi, modernisant la ville avec de nouvelles rues et des ponts.
À sa mort le 24 avril 1867, Kwaku Dua laisse une réserve importante de richesses, mais son choix de successeur, son petit-fils Agyeman Kofi, n’est pas respecté. À sa place, Kofi Karikari devient Asantehene, car Agyeman Kofi est trop jeune.

#### Kofi Karikari
Kofi Karikari (1837-1884) devient le dixième Asantehene de l'Empire ashanti en mai 1867, succédant à la mort subite de Kwaku Dua I. Bien que fils de l'Asantehemaa Afua Kobi, il n'appartient pas aux maisons dynastiques traditionnelles. Sa montée sur le trône est marquée par des conflits internes : l’Akyempemhene Owusu Koko tente d'empêcher sa succession, mais est jugé pour conspiration. Le règne de Karikari est perturbé par des sécessions d’États confédérés et des rivalités internes, exacerbées par les interventions britanniques. En février 1874, les Britanniques détruisent Kumasi, aggravant la crise. Karikari, accusé de négligence militaire, est finalement contraint à l'abdication et à l'exil le 26 octobre 1874. Son frère, Mensa Bonsu, lui succède.

#### Mensa Bonsu
Mensa Bonsu, fils de l'Asantehemaa Afua Kobi, devient Asantehene en octobre 1874 après la destitution de son frère Kofi Karikari. Bien qu'il soit soutenu par les partisans de la paix pour sa capacité à rétablir des relations avec les Britanniques et restaurer les finances de l'Empire, il n'appartient pas aux maisons dynastiques traditionnelles d'Osei Tutu Ier ou d'Opoku Ware Ier. Son règne est marqué par l'impopularité en raison de son avarice et de ses exactions. En 1877, il pardonne à son frère Karikari qui avait tenté de reprendre le pouvoir, mais dans les années 1880, il fait face à une insurrection soutenue par un culte prétendant restaurer Karikari. Mensa Bonsu adopte des mesures répressives, ce qui aggrave la rébellion et conduit à son éviction en 1883. Capturé par les Britanniques en 1896, il meurt en captivité, et Kwaku Dua II lui succède. En 1911, son corps est exhumé pour un enterrement cérémoniel à Kumasi.

#### Kwaku Dua II
Sous le règne de Mensa Bonsu Kumaa, des tensions croissantes mènent à la désignation de Kwaku Dua II comme successeur par Yaa Akyaa, mère de Kwaku Dua II, malgré l'opposition d'Afua Kobi. La destitution de Mensa Bonsu en mars 1883 et les conflits qui en résultent aggravent la crise. Kwaku Dua II, trop jeune à l'époque, est finalement installé sur le trône le 28 avril 1884. Son règne de seulement 40 jours se termine par sa mort de la variole, ce qui intensifie la guerre civile. Sa mort survient peu après une rencontre avec un médiateur britannique, et plusieurs opposants notables meurent peu après lui.

#### Prempeh I
Prempeh I, né Prince Kwaku Dua III Asamu, règne de mars 1888 jusqu'à sa mort le 12 mai 1931. En 1893, il se bat contre les Britanniques et est exilé à Mahé. Lors de la prise de Kumasi en 1896, les Britanniques confisquent de nombreux objets sacrés, dont un bassin en bronze crucial pour Prempeh I, lié à des rituels ancestraux. Ce bassin ne sera jamais restitué, les Britanniques craignant sa réutilisation dans des sacrifices humains. Pendant son exil, Prempeh I rédige un manuscrit important sur l'histoire de l'Empire ashanti et le clan Oyoko, devenu une référence clé malgré son hagiographie.

#### Prempeh II
Prempeh II, né en 1892 à Kumasi, devient Asantehene en 1935 après le retour de son oncle Prempeh I d'exil. Il joue un rôle clé dans la fondation du Prempeh College en 1949 et de l’Université Kwame Nkrumah. Élu président de la Chambre nationale des chefs en 1969, il reçoit un doctorat honorifique en sciences.

#### Opoku Ware II
Né en 1919 à Kumasi, Jacob Matthew Poku, futur Opoku Ware II, est l'un des candidats à la succession d'Asantehene après la déposition de Prempeh I. Formé en droit au Middle Temple, il revient au Ghana en 1962, travaillant comme avocat et fonctionnaire. En 1968, il devient commissaire aux communications après le coup d'État contre Kwame Nkrumah. Nommé Asantehene en 1970 après la mort de Prempeh II, il privilégie la justice traditionnelle et évite la politique nationale. En 1985, il crée le trône de Nkosuo pour stimuler le développement. Opoku Ware II meurt le 26 février 1999 et est remplacé par Osei Tutu II.

#### Osei Tutu II
Osei Tutu II, né Nana Barima Kwaku Duah le 6 mai 1950, est le 16e Asantehene, intronisé le 26 avril 1999. Il succède directement à Osei Tutu Ier, fondateur de l'Empire ashanti. Élevé dans la maison royale d'Oheneba Mensah Bonsu, il est le troisième fils d'Afia Kobi Serwaa Ampem II, Ashantehemaa. Éduqué au Ghana et au Royaume-Uni, il obtient un diplôme en gestion et administration de la Polytechnic of North London.
Avant son règne, Osei Tutu II travaille dans le secteur privé à Toronto et Londres, fondant ses propres entreprises. En tant qu'Asantehene, il est chancelier de l'université des sciences et technologies Kwame-Nkrumah et joue un rôle majeur dans la Grande Loge du Ghana.
Sous son règne, il promeut la paix et le développement, intervenant même dans la crise de la chefferie de Dagomba en 2002. Il est également engagé dans la conservation de l'environnement, avec des projets de plantation d'arbres et des initiatives éducatives à travers la Fondation Otumfuo Osei Tutu II. Il a été honoré par le "Pillar of Peace Award" pour ses efforts en faveur de la paix.
Marié à Julia Osei Tutu, il réside au palais Manhyia à Kumasi. Son leadership inclut des actions fortes contre les infractions au tabouret et des efforts pour renforcer la gouvernance traditionnelle. Osei Tutu II reste une figure vénérée, représentant la tradition et l'unité dans la région Ashanti et au-delà.